# يزيد بن شيبان الدارمي
يَزِيد بن شَيْبَان بن عَلْقَمَة بن زُرَارَة الدَّارِمِي التَّمِيمِي، ويكنى ابا حنظلة، من أشراف العرب وساداتهم وكان نساباً عالماً وله قدر وسؤدد.

## نسبه وأولاده
هو: يزيد بن شيبان بن علقمة بن زرارة بن عدس بن زيد بن عبدالله بن دارم بن مالك بن حنظلة بن مالك بن زيد مناة بن تميم بن مر بن إد بن طابخة بن إلياس بن مضر بن نزار بن معد بن عدنان
امه: مهدد بنت حمران بن بشر بن عمرو بن مرثد من بني قيس بن ثعلبة بن عكابة بن صعب بن علي بن بكر بن وائل
ومن أبنائه:
- حنظلة بن يزيد
- معاوية بن يزيد
- لقيط بن يزيد

وكان لقيط سيد يقري الأضياف، فقال الشاعر صدر بن الأعور من ولد الحارث بن زرارة:

## مما قيل فيه من الشعر
وفيه تقول امه مهدد:
وفيه يقول أبو شذرة الهجيمي:

## من أخباره
يزيد ابن شيبان والشيخ المهري
خرج يزيد بن شيبان بن علقمة حاجّاً، فرأى حين شارف البلد شيخاً يحفّه ركبٌ عَلَى إبل عتاق برجال ميس ملبسة أدما، قَالَ: فعدلت فسلّمت عليهم وبدأت به وقلت: من الرجل؟ ومن القوم؟ فأرمّ القوم ينظرون إِلَى الشيخ هيبةً له، فقَالَ الشيخ: رجل من مهرة بن حيدان بن عمرو بن الحاف بن قضاعة، فقلت: حياّكم الله! وانصرفت،
فقَالَ الشيخ: قف أيها الرجل، شاممتنا مشامّة الذّئب الغنم ثم انصرفت،
قلت: ما أنكرت سوءاً، ولكني ظننتكم من عشيرتي فأناسبكم فأنتسبتم نسباً لا أعرفه ولا أراه يعرفني، قَالَ: فأمال الشيخ لثامه وحسر عمامته،
وقَالَ: لعمري لئن كنت من جذمٍ من أجذام العرب لأعرفنك، فقلت: فإني من أكرم أجذامها،
قَالَ: فإن العرب بنيت عَلَى أربعة أركان، مضر وربيعة واليمن وقضاعة فمن أيّهم أنت؟ قلت: من مضر،
قَالَ: أمن الأرحاء أم من الفرسان؟ فعلمت أن الأرجاء خندف وإن الفرسان قيس، قلت: من الأرحاء،
قَالَ: فأنت إذاً من خندف، قلت: أجل، قَالَ: أفمن الأرنبة أم من الجمجمة؟ فعلمت أن الأرنبة مدركة وأن الجمجمة طابخة، فقلت: من الجمجمة، قَالَ: فأنت إذاً من طابخة، قلت: أجل،
قَالَ: أفمن الصّميم أم الوشيظ؟ فعلمت أن الصّميم تميم وأن الوشيظ الرّباب، قلت: من الصّميم، قَالَ: فأنت إذاً من تميم، قلت: أجل،
قَالَ: أفمن الأكرمين أم من الأحلمين أم من الأقلّين؟ فعلمت أنّ الأكرمين زيد مناة، وأن الأحلمين عمرو بن تميم، وأن الأقلين الحارث بن تميم، قلت: من الأكرمين؟ قَالَ: فأنت إذا من زيد مناة؟ قلت: أجل،
قَالَ: أفمن الجدود، أم من البحور، أم من الثماد؟ فعلمت أن الجدود مالك، وأن البحور وأن البحور سعد، وأن الثمار امرؤ القيس بن زيد مناة، قلت: من لجدود، قَالَ: فأنت إذاً من بني مالك، قلت: أجل،
قَالَ: أفمن الذّرى أم من الأرداف؟ فعلمت أن الذّرى حنظلة، وأن الأرداف ربيعة ومعاوية وهما الكردوسان، قلت: من الذرى، قَالَ: فأنت إذاً من بني حنظلة، قلت: أجل،
قَالَ: أمن البدور، أم من الفرسان، أم من الجراثيم؟ فعلمت أن البدور مالك، وأن الفرسان يربوع، وأن الجراثيم البراجم، قلت: من البدور، قَالَ: فأنت إذاً من بني مالك بن حنظلة، قلت: أجل،
قَالَ: أفمن الأرنبة، أم من الّلحيين، أم من القفا؟ فعلمت أن الأرنبة دارمٌ، وأن اللحيين طهيّة والعدويّة، وأن القفا ربيعة بن حنظلة، قلت: من الأرنبة، قَالَ: فأنت إذاً من دارم، قلت: أجل.
قَالَ: أفمن الّلباب، أم من الهضاب، أم من الشّهاب؟ فعلمت أن اللباب عبد الله، وأن الهضاب مجاشع وأن الشّهاب نهشل، قلت: من الّلباب، قَالَ: فأنت إذاً من بني عبد الله، قلت: أجل،
قَالَ: أفمن البيت، أم من الزّوافر؟ فعلمت أن البيت بنو زرارة، وأن الزوافر الأحلاف، قلت: من البيت، قَالَ: فأنت إذاً من بني زرارة، قلت: أجل،
قَالَ: فإنّ زرارة ولد عشرةً حاجباً، ولقيطاً، وعلقمة، ومعبداً، وخزيمة، ولبيداً، وأبا الحارث، وعمراً، وعبد مناة، ومالكا، فمن أيّهم أنت؟ قلت: من بني علقمة، قَالَ: فإن علقمة ولد شيبا ولم يلد غيره، فتزوّج شيبان ثلاث نسوة: مهدد بنت حمران بن بشر بن عمرو بن مرثد فولدت له يزيد، وتزوّج عكرشة بنت حاجب بن زرارة بن عدس فولدت له المأمور، وتزوّج عمرة بنت بشر بن عمرو بن عدس، فولدت له المقعد فلايتهنّ أنت قلت: لمهدد، قَالَ: يا ابن أخي، ما افترقت فرقتان بعد مدركة إلا كنت فِي أفضلها حتى زاحمك أخواك، فإنهما أن تلدني أماهما أحبّ إِلَى من أن تلدني أمك! يا ابن أخي، أتراني عرفتك؟ قلت: إي وأبيك أي معرفة!